# PZL SW-4 Puszczyk
El PZL SW-4 Puszczyk es un helicóptero ligero de un motor fabricado por la firma polaca PZL-Świdnik. Hizo su primer vuelo en 1996 , entrando en servicio en 2002.

## Desarrollo y diseño
PZL-Swidnik comenzó el desarrollo para un nuevo helicóptero utilitario de cuatro/cinco plazas en 1981. El SW4 original iba a ser propulsado por un motor de turboeje PZL Rzeszow GTD350 de 300 kW (400 shp) y fue construido en forma de maqueta. Habría tenido una velocidad máxima de 240 km/h (130 nudos) y un alcance máximo con combustible auxiliar de 900 km (485 nmi).
La caída de la Cortina de Hierro permitió a Swidnik rediseñar sustancialmente el SW4, basado en el turboeje Allison 250 . Aparte del motor, los cambios de diseño incluyen un fuselaje más aerodinámico, cola revisada y botalón de cola.
El primer prototipo, un aparato no volador para pruebas terrestres, se puso en marcha en diciembre de 1994. Fueron construidos dos prototipos de vuelo, el primero de los cuales se completó en 1996 y voló por primera vez el 26 de octubre de ese año.
PZL-Swidnik pretende alcanzar la certificación estadounidense FAA FAR Parte 27 para el SW4, que le permitirá entrar en producción en 1999. El programa se retrasó un poco cuando PZL Swidnik decidió rediseñar la cabeza del rotor, ampliar el estabilizador horizontal y mejorar el sistema hidráulico.
Una vez que el SW4 propulsado por el motor Allison esté certificado y en la producción de PZL Swidnik tiene como objetivo ofrecer una variante propulsada por un Pratt & Whitney Canadá PW200. Un modelo de dos motores también está previsto para permitir que el helicóptero cumpla con futuras normativas europeas que limitan las operaciones de helicópteros de motor único, bajo ciertas condiciones.
Se espera del SW4 que sea capaz de cumplir con una serie de misiones de servicios públicos que van desde el transporte ejecutivo a las funciones de evacuación médica y policiales; patrulla fronteriza y la formación de pilotos militares son otras misiones previstas.
En 2006, PZL-Świdnik firmó un acuerdo con China Jiujiang Hongying para coproducir el SW4 en Jiujiang, China, con el conjunto de la vista en el mercado internacional para el SW4. El vuelo inaugural del primer SW4 coproducido en China tuvo lugar el 25 de febrero de 2010.

## Operadores
Polonia
- Fuerza Aérea de Polonia

## Especificaciones

### Características generales
- Tripulación: 1
- Capacidad: 4 pasajeros
- Longitud: 10,57 m
- Diámetro rotor principal: 9 m
- Altura: 3,05 m
- Área circular: 64 m² (688,9 ft²)
- Peso vacío: 1050 kg
- Peso cargado: 1600 kg
- Peso máximo al despegue: 1800 kg
- Planta motriz: 1× Turboeje Allison 250-C20R.
  - Potencia: 336 kW (463 HP; 457 CV)

### Rendimiento
- Velocidad máxima operativa (Vno): 260 km/h
- Alcance: 790 km
- Techo de vuelo: 5200 m
- Régimen de ascenso: 10,3 m/s (2028 ft/min)
- Carga del rotor: 3.4 kg/m²
- Potencia/peso: 0.21

- Datos: Q1507235
- Multimedia: SW-4 / Q1507235